# Chochlastí
Chochlastí, en grec moderne : Χοχλαστή, est un village du dème de Triphylie, district régional de Messénie, en Grèce.
Selon le recensement de 2011, la population du village s'élève à 132 habitants.